# Аскани
Асканите (на немски: Askanier) са стара немска благородническа фамилия, която определя историята на днешните Бранденбург и Саксония-Анхалт. Днес фамилията съществува и се нарича Дом Анхалт (Haus Anhalt).

## История
Първият известен от фамилията е граф Езико от Баленщет (comitatu Esiconis; * 990/1000; † след 1059, вероятно 1060) се смята за прародител на Асканите. Той е син на Адалберт I от Баленщет, който е фогт (адвокат) на Хагенроде (днес Алексисбад) и Нинбург и на Хида, дъщеря на Ходо I (или Одо) (965 – 993), маркграф на Лужицка марка в Саксонската източна марка. Живели са от началото на 11 век в Източна Саксония.
Албрехт Мечката (* 1100, † 18 ноември 1170) е 1157 г. основател на Марк Бранденбург и първият маркграф. Неговият син Ото I († 8 юли 1184) е от 1170 вторият маркграф на Маркграфство Бранденбург.
Фамилията дава херцози на старото „Частично херцогство“ Саксония-Витенберг от 1356 до 1423 г.
Най-известна от фамилията е Екатерина Велика, съпруга от 1 септември 1745 г. на престолонаследника на Русия, а после и неин цар (1762 г.) Петър III, след което - царица на Русия от 9 юли 1762 до 17 ноември 1796 (34 години и 131 дена).

## Известни от фамилията
|  | Албрехт Мечката (* 1100, † 18 ноември 1170) Основател на Марк Бранденбург                                                |
|  | Ото IV (* 1238, † 27 ноември 1308/1309) Маркграф на Бранденбург, Minnesänger                                             |
|  | Рудолф I от Саксония-Витенберг (* 1284, † 12 март 1356) Херцог на Саксония-Витенберг, 1355 с наследствена куртитла       |
|  | Лудвиг I от Анхалт-Кьотен (* 17 юни 1579, † 7. януари 1650) Княз на Анхалт-Кьотен                                        |
|  | Леополд I от Анхалт-Десау (* 3 юли 1676, † 9 април 1747) Княз на Анхалт-Десау, пруски фелдмаршал („стария Десауец“)      |
|  | Екатерина II Велика (* 2 май 1729, † 6 ноември 1796) София Августа Фридерика фон Анхалт-Цербст-Дорнбург, царица на Русия |
|  | Леополд III Фридрих Франц от Анхалт-Десау (* 10 август 1740, † 9 август 1817) Княз и херцог на Анхалт-Десау              |